# 耶魯 (神話生物)
耶魯（Yale）或稱Centicore，是一種歐洲的神話生物。最早的記載出自老普林尼所著的《自然史》。此外也是常見的英國貴族徽章的護盾獸。

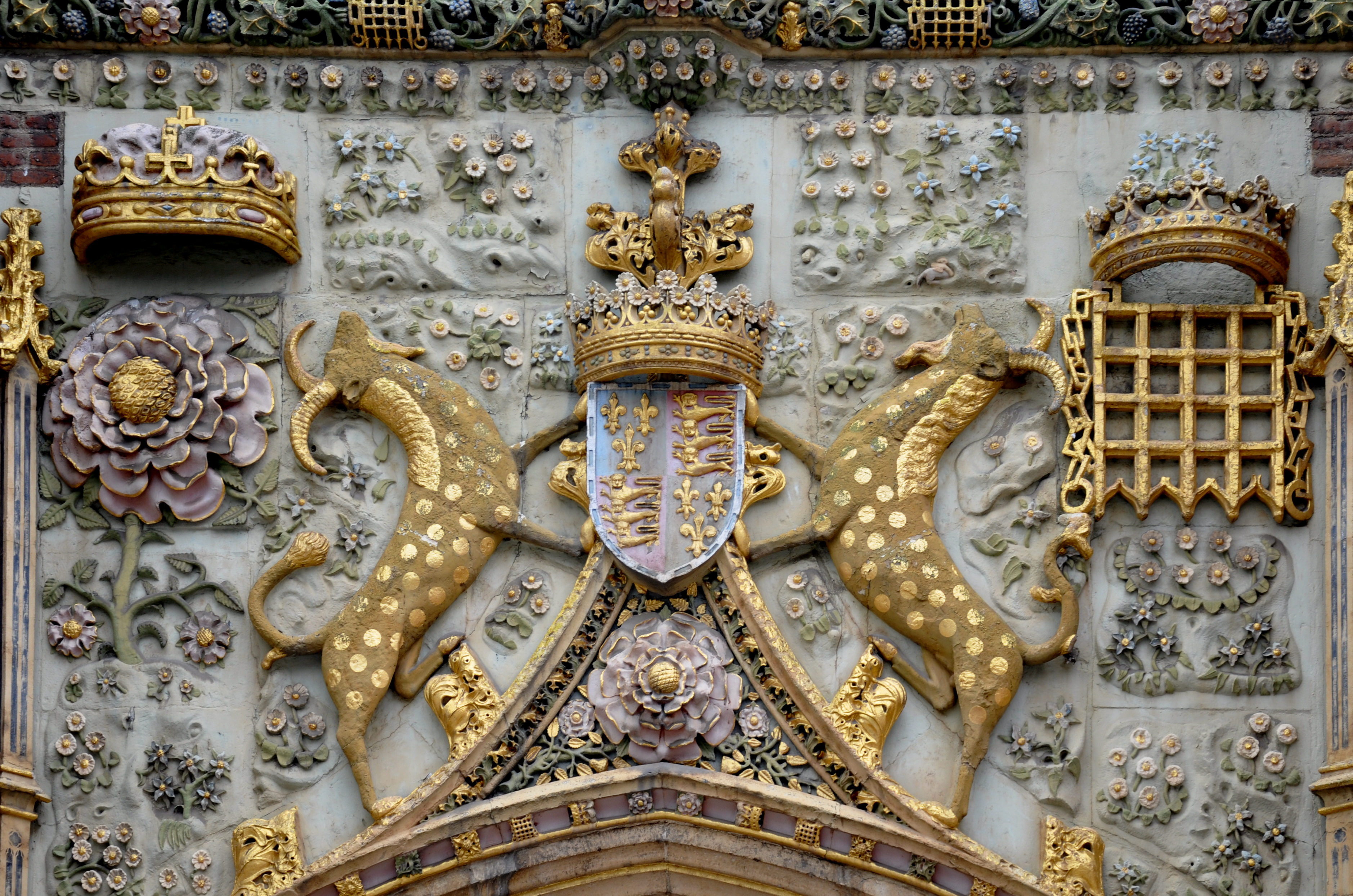
剑桥圣约翰大学大门上的耶魯

## 外型
在《自然史》中描述耶魯是種出現於衣索比亞的野獸。擁有黑色或黃褐色的肌膚，大象的尾巴、野豬的獠牙。以及一對長角，其角在有必要時可以轉動到任何需要的角度。 
此外在某些繪畫中牠也會被畫成有獠牙的山羊。